# Strange Brew
Strange Brew är en låt skriven av Eric Clapton, Felix Pappalardi och Gail Collins. Den lanserades av Cream 1967 och har Clapton som sångare, istället för Jack Bruce som vanligtvis sjöng på gruppens inspelningar. Låten släpptes som singel i Europa och blev en hit, men i USA listnoterades den inte. Strange Brew finns med på gruppens andra studioalbum Disraeli Gears.

## Listplaceringar
| Lista (1967)   | Position |
| -------------- | -------- |
| Australien     | 21       |
| Frankrike      | 28       |
| Nederländerna  | 18       |
| Storbritannien | 17       |